# EFIKA

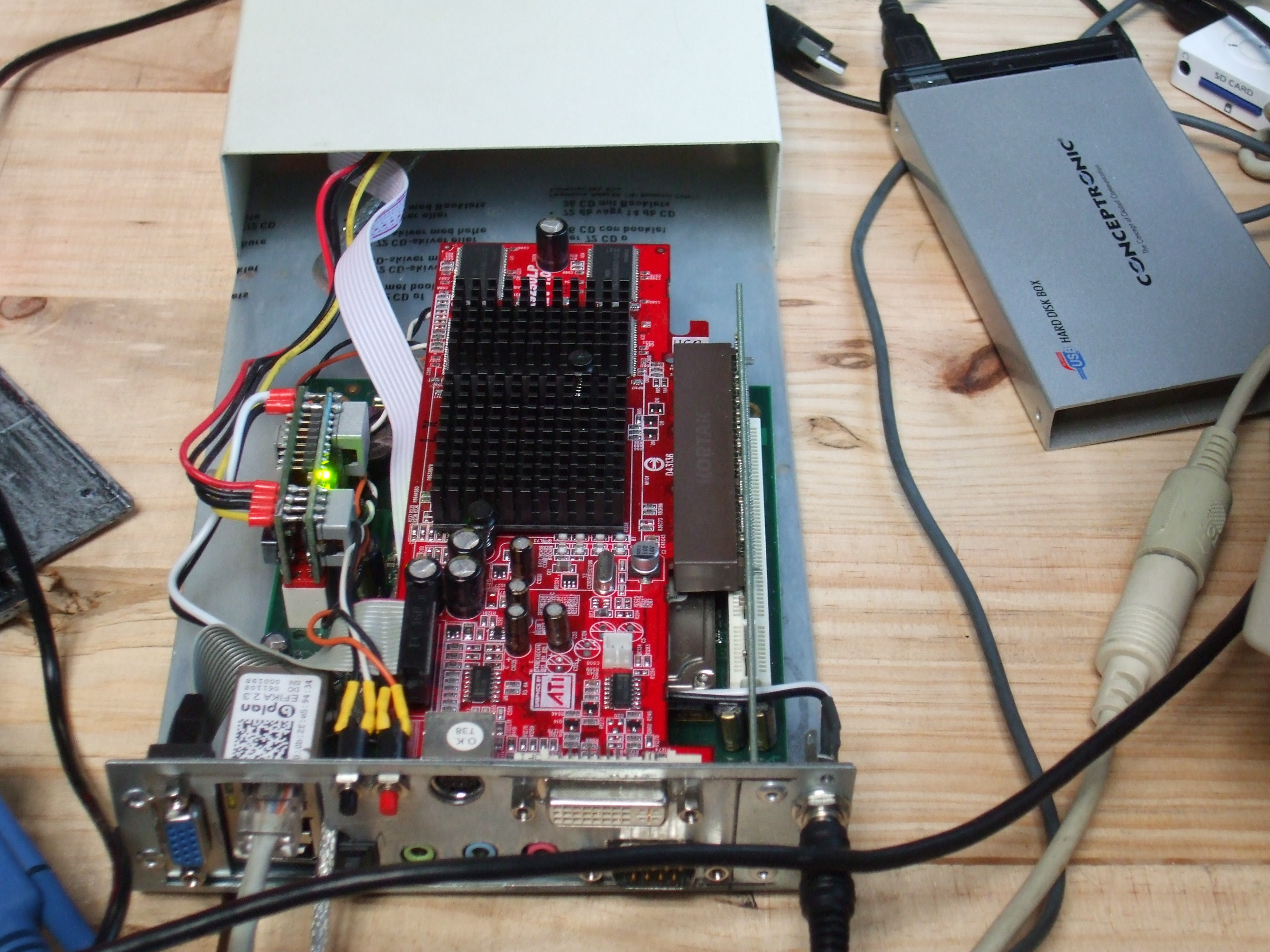
EFIKA 2.3 con disco duro y Tarjeta gráfica AGP ATI Radeon R9250 completa de 128bits y 256 MB

EFIKA es una placa base de ordenador de tamaño compacto que utiliza la arquitectura Power y posteriormente la ARM y que es fabricada por la empresa Genesi. 

## Etimología
"Efika" es una palabra en Esperanto que significa "eficiente".

## Modelos

### EFIKA 5200B
Su procesador principal es un Freescale MPC5200B SoC funcionando a 400 MHz, posee un conector IDE de 44 pines para discos de 2,5 pulgadas, un puerto serie, dos USB1.1, puerto serie RS-232 con conector DE-9, subsistema de sonido AC97 (controlado por un Codec Sigmatel STAC 9766, con conectores de salida stereo, Line In, Micro In y un conector S/PDIF), Ethernet de 100 Mbit/s (chip Realtek 8201), puerto PCI de 33/66 MHz (incluye un adaptador para conectar tarjetas AGP en dicho puerto PCI) y 128 MB de memoria RAM DDR. Utiliza el firmware SmartFirmware el cual cumple el estándar Open Firmware y CHRP, con un emulador especial de x86/BIOS para proporcionar soporte a las tarjetas gráficas estándar que se conecten en el puerto AGP. La placa base tiene un factor de forma no estándar de 118 mm × 153 mm × 38 mm.
Debido a su pequeño tamaño, a que cumple la directiva RoHS y a su naturaleza de bajo consumo (consumiendo menos de 20 vatios con un disco duro y una tarjeta gráfica y, normalmente, menos de 10 vatios en la mayoría de casos de uso normal), la placa base EFIKA se considera bastante respetuosa con el medio ambiente.
Un computador con placa EFIKA puede ejecutar multitud de sistemas operativos entre ellos Linux (Gentoo, openSUSE, Debian y CRUX PPC), MorphOS, OpenSolaris y QNX. Algunas veces es llamada "EFIKA 5K2", ya que utiliza el procesador MPC5200B basado en el núcleo PowerPC e300.
La EFIKA 5K2, lanzada en 2006 dejó de fabricarse a finales de 2007, siendo sustituida en agosto de 2009 por la EFIKA MX con CPU ARM

### EFIKA MX
Placa base compacta con CPU Freescale ARM.
Características:
CPU Freescale i.MX515 (ARM) a 800 MHz 

GPU 2D y 3D, soportando OpenGL_ES 2.0 y OpenVG 1.1 

512 MB de RAM 

WiFi (802.11 b/g/n) 

Utilizando esta placa base están a la venta un ordenador (EFIKA MX Smarttop, antes llamado MX Open Client) y un netbook con pantalla de 10.1" (EFIKA MX Smartbook).